# Adolphia
Adolphia é um género botânico pertencente à família Rhamnaceae.

## Espécies
Apresenta duas espécies:
- Adolphia californica
- Adolphia infesta